# Penny Black
A Penny Black a világ első hivatalos, felragasztható postabélyege, 1840. május 1-jén adta ki az Nagy Britannia és Észak-Írország Egyesült Királysága május 6-a utáni használatra. Bár minden londoni postahivatal kapott a bélyegből, más posták a királyság területén nem, így azok egy ideig továbbra is elfogadtak készpénzt a postai költségek kifizetésére. Néhány posta, mint a bath-i is, május 2-ától elkezdte nem hivatalosan árulni a bélyegeket.

## Története
A felragasztható bélyeg, mint a postai szolgáltatások előre fizetésének módja Rowland Hill 1837-es javaslatának volt az eleme, amivel a brit postarendszert kívánta megreformálni. Egy kísérő ötlete Hillnek amit a kormány 1837. február 13-i tudakozásán vetett fel, egy külön lapról szólt, ami összehajtva borítékként a levelek hordására szolgálna. A korban a levél küldés költsége a lapok számától és a megtett úttól függött.
Postai rendszerek, melyek felragasztható bélyeget használhattak, léteztek a Penny Black előtt is. Legalábbis az ötlet már korábban is felmerült Ausztriában, Svédországban és talán Görögországban.
Hill egy kétéves szerződést kapott az új rendszer működtetésére, és ő és Henry Cole később egy versenyt hirdettek a levelek előre fizetésének legjobb módjának kitalálására. A 2600 induló közül egyik se volt elég jó, ezért végül Hill 1840-ben elindította a szolgáltatást egy William Mulready dizájn reprodukcióját ábrázoló borítékkal és az akkori brit uralkodót, Viktória királynőt ábrázoló bélyeggel. A mai napig az összes brit bélyegen rajta van az uralkodó képe valamilyen formában, és az egyetlen olyan nemzeti bélyegek, melyek nem nevezik meg a kiadás országát.

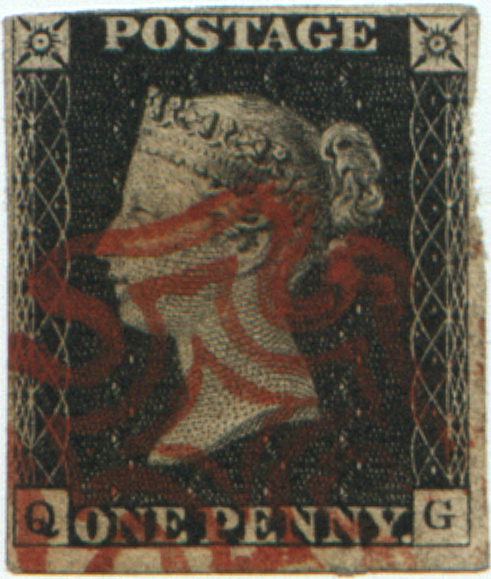
Egy Penny Black, vörös érvénytelenítő jellel, ami nehezen volt látható, és könnyen el is lehetett távolítani

1839-ben, a Brit Kincstár egy versenyt hirdetett az új bélyegek designjának kiválasztásához, de egyik induló sem volt megfelelő, ezért helyettük a Kincstár úgy döntött, hogy Viktória profilját alkalmazzák. A fejet Charles és Frederick Heath vésték, Henry Cole egyik szkeccse alapján. Cole szkeccse William Wyon fejábrázolásán alapult, amit egy medálhoz készített, mely megemlékezett Viktória Londonba látogatásáról az évben, amikor a trónra emelkedett, 1837-ben.
A "POSTAGE" (posta) szó volt látható a bélyeg tetején, hogy mutassa annak célját (illeték bélyeget már régóta használtak az Egyesült Királyságban) és a "ONE PENNY" (egy penny) felirat jelent meg az alján, jelezve, mennyit fizettek már ki előre annak a levélnek a szállításából, amelyre a bélyeget ragasztották. Ezek mellett a két felső sarokban csillag-szerű szimbólumok, és az alsóban betűk, melyek jelezték a bélyeg helyét az íven, "A A", "A B" és így tovább. Ahogy név sugallja, a bélyeget teljesen feketében nyomta Perkins Bacon.
Bár május 6-a a hivatalos dátuma, annak hogy a bélyegek használhatóvá váltak, vannak május 2-ai bélyegzővel ellátott borítékok is, mert a postamesterek már május 1-je óta árulták. A május 6-ai előtt megbélyegzett leveleket kifizetetlenként kellett volna kezelni, és így a címzettnek dupla díjat felszámolni. Egy eset ismert, amikor 1840. május 1-jei bélyegzővel láttak el egy Penny Black-kel felbélyegzett levelet.
A Penny Black-ek kicsivel tovább, mint egy évig voltak forgalomban. Úgy találták, hogy a vörös érvénytelenítő bélyegző nehezen volt látható a fekete háttéren, és a vörös tintát könnyű volt eltávolítani a Penny Black-ről. 1841-ben a Kincstár áttért a Penny Red-re és fekete tintás érvénytelenítő bélyegzőket bocsátott ki. A bélyegek újrahasznosítása két bélyeg nem érvénytelenített részének felhasználásával folytatódott, és 1864-ben a felső sarok csillagjait az ellenőrző betűk váltották fel, ahogy az alsó sarkokban voltak, csak fordított sorrendben. Ugyanezek a csillagok több későbbi angol bélyegen is visszaköszönnek.